# Sternoclyta cyanopectus
A Sternoclyta cyanopectus a madarak (Aves) osztályának a sarlósfecske-alakúak (Apodiformes) rendjéhez és a kolibrifélék (Trochilidae) családjához tartozó Sternoclyta nem egyetlen faja.

## Előfordulása
Venezuela területén honos. A természetes élőhelye szubtrópusi vagy trópusi erősen leromlott egykori erdők, szubtrópusi vagy trópusi síkvidéki nedves erdők, szubtrópusi vagy trópusi hegyi erdők és ültetvények.

## Külső hivatkozások
- Képek az interneten a fajról
- Internet Bird Collection - videók a fajról